# Edward F. Spence
Edward F. Spence (ur. 1832, zm. 1892) – amerykański polityk, siedemnasty burmistrz Los Angeles, polityk i prawnik. Wybierany dwukrotnie, urząd sprawował od 9 grudnia 1884 do 14 grudnia 1886. Urodził się w Irlandii. Swoją karierę polityczną rozpoczął jako skarbnik stanu Nevada, w latach 1861–1862 pracował w legislaturze stanowej Kalifornii. Był także wiceprezesem First National Bank.